# Hypochrysops cyane
Hypochrysops cyane är en fjärilsart som beskrevs av Waterhouse och Charles Lyell 1914. Hypochrysops cyane ingår i släktet Hypochrysops och familjen juvelvingar. Inga underarter finns listade i Catalogue of Life.

## Bildgalleri

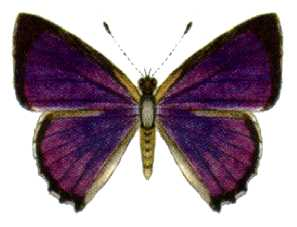